# 261 (lok)
261 är ett littera på fem lok som tillverkades 2010-2011 av tyska Voith. Loktypen heter ursprungligen Gravita 10 BB, som är standardtypen. Andra Gravita-loktyper har också tillverkats, t.ex. 10L BB och 15 BB. Totalt har 165 Gravita-lok tillverkats under åren 2008-2014.

## Användning
Dessa är inhyrda av företaget ProTrain till att användas i växlingstjänst i Göteborg hamn. De har även används i viss godstrafik såsom mellan Göteborg-Limmared dit sand transporteras för användning i glasbruket i Limmared.
Företaget Protrain använder också ett antal lok som räddningslok/hjälplok på ett antal platser i landet, för att bogsera tåg som fastnat ute på linjen.